# Notiomaso exonychus
Notiomaso exonychus är en spindelart som beskrevs av Miller 2007. Notiomaso exonychus ingår i släktet Notiomaso och familjen täckvävarspindlar. Inga underarter finns listade i Catalogue of Life.